# 1nonly
Nathan Scott Fuller, znany pod pseudonimem 1nonly (ur. 6 kwietnia 2004) – amerykański raper o koreańskich korzeniach pochodzący z Las Vegas, najlepiej znany z hitowego singla „Stay With Me”, który został wydany w 2020 roku i zdobył popularność dzięki aplikacjom takim jak TikTok i Instagram. W 2021 roku podpisał kontrakt z Warner Records i wydał singiel „Come Thru” z udziałem Ciscaux i Shady Moon. W 2022 roku 1nonly wydał swoją debiutancką EP-kę „Homesick”, wspieraną singlami „Mine” oraz „Step Back!”, który powstał we współpracy z SXMPRA. Po wydaniu albumu artysta wyruszył w trasę koncertową w 2023 roku. W czerwcu 2023 roku wydał singiel „Toolie Beam” we współpracy z raperem Pouya.  a w sierpniu pojawił się kolejny singiel – „POPTHATRUNK” z udziałem Freddie Dredd. W 2024 roku artysta zmienił swój styl muzyczny, wypuszczając single, takie jak „VICODIN” czy "WHAT YOU WANT".